# Тхубал
Тхубал (англ. Thoubal) — містечко у Північно-Східній Індії, адміністративний центр округу Тхубал індійського штату Маніпур.

## Географія
Розташований у західній частині штату, на південь від столиці — Імпхала.

### Клімат
Містечко знаходиться у зоні, котра характеризується вологим субтропічним кліматом. Найтепліший місяць — вересень із середньою температурою 22.1 °C (71.8 °F). Найхолодніший місяць — січень, із середньою температурою 13.2 °С (55.7 °F).
| Клімат Тхубала          | Клімат Тхубала | Клімат Тхубала | Клімат Тхубала | Клімат Тхубала | Клімат Тхубала | Клімат Тхубала | Клімат Тхубала | Клімат Тхубала | Клімат Тхубала | Клімат Тхубала | Клімат Тхубала | Клімат Тхубала | Клімат Тхубала |
| Показник                | Січ.           | Лют.           | Бер.           | Квіт.          | Трав.          | Черв.          | Лип.           | Серп.          | Вер.           | Жовт.          | Лист.          | Груд.          | Рік            |
| Середній максимум, °C   | 19,4           | 20,9           | 24,3           | 25,6           | 25,6           | 24,8           | 24,9           | 24,9           | 25,4           | 24,7           | 22,3           | 20             | 23,6           |
| Середня температура, °C | 13,2           | 14,6           | 18,3           | 20,4           | 21,3           | 21,7           | 22,1           | 21,9           | 22,1           | 20,8           | 17,5           | 14,4           | 19             |
| Середній мінімум, °C    | 7              | 8,3            | 12,4           | 15,2           | 17,1           | 18,6           | 19,2           | 18,9           | 18,9           | 16,8           | 12,6           | 8,8            | 14,5           |
| Норма опадів, мм        | 11.8           | 33.9           | 85.7           | 178.4          | 307.7          | 563.4          | 497.6          | 406.5          | 281.5          | 191.3          | 47.9           | 8.9            | 2614.6         |
| ----------------------- | -------------- | -------------- | -------------- | -------------- | -------------- | -------------- | -------------- | -------------- | -------------- | -------------- | -------------- | -------------- | -------------- |
| Джерело: Weatherbase    |                |                |                |                |                |                |                |                |                |                |                |                |                |